# 张汝钧
張汝鈞（1937年—2020年3月5日）香港著名的男高音歌唱家，為香港藝術家聯盟會員、美聲合唱團創團音樂總監和指揮，為該團擔任榮譽藝術顧問。

## 生平
張汝鈞，祖籍廣東梅縣桃園村，1937年出生於印度尼西亞邦加島，啟蒙聲樂老師為劉蘭教授，1963年畢業於北京中央音樂學院聲樂系，為著名聲樂家蔣英教授的大弟子。大學畢業後，隨即受聘於北京華僑大學藝術系，任主科聲樂教師。1972年張氏定居香港，他的歌聲很快就吸引了許多聽眾，成為香港極受歡迎的歌唱家。
張氏積極參與香港的各種音樂演出活動，如香港藝術節、荃灣藝術節、港日文化交流週、亞洲青年音樂營等，擔任獨唱或指揮。除此以外，他亦曾赴菲律賓、新加坡、台灣、澳門及印尼等各地演唱。張汝鈞先生在香港舉辦過的音樂會逾百場，其中較重要的有：1982年的《中國近代音樂史聲樂作品展》、1999年的《二十世紀中國聲樂作品精選》及2001年與中國交響樂團合唱團聯合演出的三場專題合唱音樂會。自1977年至1996年間，張氏曾舉辦了九次個人獨唱會。
1974年張汝鈞先生灌錄了包括15首中國歌曲的首張個人大碟《牧馬之歌》，後又先後灌錄了卡式錄音帶《張汝鈞獨唱歌曲》和《滿江紅》、鐳射唱片《中國各地民謠》（與女高音王慧雲共同灌錄）《張汝鈞個人獨唱會1996》《張汝鈞中國歌曲精選》和影音光碟《張汝鈞獨唱歌曲》。
張汝鈞先生從事聲樂教學逾四十年，具豐富聲樂教學經驗。他曾任教於北京華僑大學藝術系、香港大學專業進修學院、聯合音樂院、南方藝術學院及海燕藝術學院等。